# Space Commando
Pour plus de détails, voir Fiche technique et Distribution.
Space Commando ou Commando suprême au Québec (Suburban Commando) est un film américain de science-fiction réalisé par Burt Kennedy et sorti en 1991. 
Initialement intitulé Urban Commando, le film était destiné à Danny DeVito et Arnold Schwarzenegger. Lorsque ces derniers ont préféré tourner Jumeaux, le script a été racheté par New Line Cinema pour faire suite à un autre film avec Hulk Hogan, Cadence de combat (1989).

## Synopsis
Les forces du général Suitor bataillent contre le président Hashina, le dirigeant d'une planète. Shep Ramsey, un héros interstellaire, tente de sauver Hashina qui est tué par Suitor. À la suite d'un accident, il est forcé de se poser sur Terre et d'attendre la réparation de son vaisseau.

## Fiche technique
- Titre original : Suburban Commando
- Titre français : Space Commando
- Titre québécois : Commando suprême
- Réalisation : Burt Kennedy
- Scénario : Frank A. Cappello
- Musique : David Michael Frank
- Direction artistique : Ivo Cristante, C.J. Strawn
- Décors : Antoine Bonsorte, Karen Kornbau, Cliff Cunningham
- Costumes : Ha Nguyen
- Photographie : Bernd Heinl
- Montage : Terry Stokes
- Production : Howard Gottfried
- Société de production :  New Line Cinema
- Société(s) de distribution : New Line Cinema
- Pays de production :  États-Unis
- Langue originale : anglais
- Format : couleur — 35 mm  — 1,85:1  — son Dolby (RCA Sound Recording)
- Genre : science-fiction
- Durée : 90 minutes
- Dates de sortie :
  - États-Unis : 21 juin 1991 (sortie limitée) ; 4 octobre 1991 (sortie nationale)
  - Canada : 1991

## Distribution
- Hulk Hogan (VF : Jean-Claude Michel) ; VQ : Victor Désy) : Shep Ramsey
- Christopher Lloyd (VF : Dominique Collignon-Maurin ; VQ : Ronald France) : Charlie Wilcox
- William Ball (VQ : Luc Durand) : le général Suitor
- Larry Miller (VQ : Mario Desmarais) : Adrian Beltz
- Shelley Duvall (VQ : Johanne Léveillé) : Jenny Wilcox
- Jack Elam (VQ : Yves Massicotte) : le colonel Dustin McHowell
- Mark Calaway : Hutch

Source et légende : Version québécoise (VQ) sur Doublage QC.